# Ruben Santiago-Hudson
Ruben Santiago Jr., nome completo di Ruben Santiago-Hudson (Lackawanna, 24 novembre 1956), è un attore, regista teatrale e drammaturgo statunitense.
Ha preso parte soprattutto a serie televisive, a partire dalla fine degli anni ottanta, mentre sul grande schermo ha recitato in film quali il thriller Unico testimone (2001), accanto a John Travolta.

## Biografia
Figlio di Alean Hudson, afro-americana, e di Ruben Santiago, di origini portoricane e operaio nelle ferrovie, frequenta la Lackawanna High school, si laurea alla Binghamton University e prende il master alla Wayne State University, oltre a conseguire una laurea onoraria in lettere dalla Buffalo State College. Sposato e padre di due figli, nel 2003 è il lettore nel volume 13 del film prodotto dalla HBO, Unchained Memories: Readings from the Slave Narratives. La serie è presentata da Whoopi Goldberg.
Nel 2001 ha scritto Lackawanna Blues, un'opera autobiografica nella quale descrive sé stesso e venti personaggi del suo passato, che è stata rappresentata a New York al Joseph Papp Theatre. L'ha poi adattata per un film HBO di successo e vincitori di diversi premi. Ha vinto l'Humanitas Prize e si è guadagnato delle candidature agli Emmy e al Writers Guild of America Award. Santiago-Hudson è apparso nello spettacolo di Broadway Jelly's Last Jam (1992), scritto da George C. Wolfe. Nel 1996 ha ricevuto un Tony per la sua performance in Seven Guitars di August Wilson. Sul grande schermo è apparso in Il principe cerca moglie (1988), L'avvocato del diavolo (1998) e Unico testimone (2001).
Sul piccolo schermo è apparso nelle soap opera Destini e La valle dei pini. Recita anche in molte serie tv come Cosby indaga, New York Undercover, NYPD, Il tocco di un angelo, West Wing, Squadra emergenza, Law & Order - Unità vittime speciali e cinque episodi di Law & Order - I due volti della giustizia, tra le altre. Interpreta il capitano della polizia di New York City Roy Montgomery nella serie ABC Castle fino alla morte del suo personaggio, avvenuta nell'ultimo episodio della terza stagione. Nel 2013, Santiago-Hudson ha vinto il Lucille Lortel Award for Outstanding Director, un Obie Award come regista, ed è stato nominato per il Drama Desk Award sempre come regista teatrale per il suo lavoro nelle produzioni Off-Broadway di Lezioni di Piano di Auguste Wilson.

## Filmografia parziale

### Attore

#### Cinema
- Il principe cerca moglie (Coming to America), regia di John Landis (1988)
- Blown Away - Follia esplosiva (Blown Away), regia di Stephen Hopkins (1994)
- L'avvocato del diavolo (The Devil's Advocate), regia di Taylor Hackford (1997)
- Shaft, regia di John Singleton (2000)
- Unico testimone (Domestic Disturbance), regia di Harold Becker (2001)
- American Gangster, regia di Ridley Scott (2007)
- Mr. Brooks, regia di Bruce A. Evans (2007)
- Il primo dei bugiardi (The Invention of Lying), regia di Ricky Gervais (2009)
- Selma - La strada per la libertà (Selma), regia di Ava DuVernay (2014)

#### Televisione
- Hunter - Giustizia a Los Angeles (The Return of Hunter), regia di Bradford May – film TV (1995)
- Michael Hayes – serie TV (1997-1998)
- La finestra sul cortile (Rear Window), regia di Jeff Bleckner – film TV (1998)
- West Wing - Tutti gli uomini del Presidente (The West Wing) – serie TV, episodio 1x02 (1999)
- Law & Order - Unità vittime speciali (Law & Order: Special Victims Unit) – serie TV, episodio 7x07 (2005)
- Person of Interest – serie TV, episodio 1x03 (2011)
- Castle – serie TV, 59 episodi (2009-2014)
- Low Winter Sun – serie TV (2013)
- Public Morals – serie TV (2015)
- East New York – serie TV, 21 episodi (2022)

### Sceneggiatore
- Ma Rainey's Black Bottom, regia di George C. Wolfe (2020)

## Doppiatori italiani
Nelle versioni in italiano delle opere in cui ha recitato, Ruben Santiago-Hudson è stato doppiato da:
- Massimo Rossi ne L'avvocato del diavolo, Unico testimone, Con gli occhi rivolti al cielo, Mr. Brooks
- Roberto Draghetti in Law & Order - I due volti della giustizia (ep. 11x18), Castle
- Massimo Rinaldi ne Il principe cerca moglie
- Sandro Acerbo in La finestra sul cortile
- Maurizio Romano in Ultime dal cielo
- Mauro Gravina in Blown Away - Follia esplosiva
- Simone Mori in Michael Hayes
- Luigi Ferraro in Shaft
- Roberto Stocchi in American Gangster
- Gerolamo Alchieri in Law & Order - Unità vittime speciali
- Davide Marzi in The Good Wife
- Paolo Marchese in Low Winter Sun
- Diego Reggente in Selma - La strada per la libertà
- Alberto Bognanni in Billions
- Antonio Palumbo in East New York